# 芭芭拉·弗雷德里克森
芭芭拉·弗雷德里克森（英語：Barbara Lee Fredrickson；1964年6月15日—），是北卡羅來納大學教堂山分校心理學系的教授。她亦擔任北卡羅來納大學教堂山分校正向情緒與心理生理實驗室（PEPLab）的首席研究員。

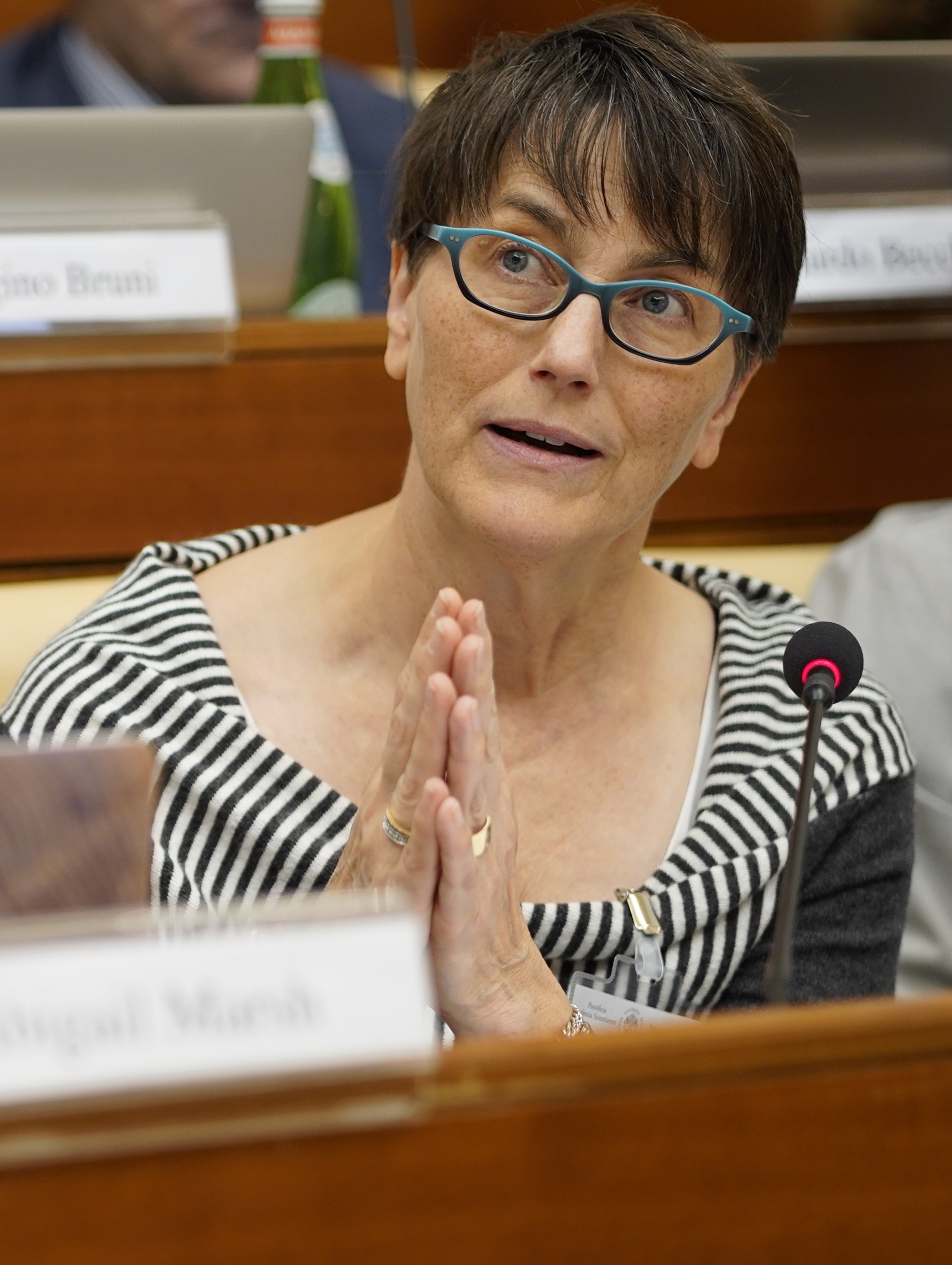
芭芭拉·弗雷德里克森，摄于2019

## 職業生涯
芭芭拉·弗雷德里克森主力研究社會心理學，對情緒及正向心理學方面有獨特的見解。

### 正向情緒的擴展與建構理論
芭芭拉·弗雷德里克森發表了正向情緒的擴展與建構理論，以解釋正向情緒對人類生存的重要性。正向情緒的擴展與建構理論指出當人擁有正向情緒時，會較願意開放自己，更容易留意到身邊的事物。研究亦顯示，正在經歷正向情緒的人通常會更靈活及有創意地分析事件，想出更多的可能性，並運用不同方法去面對，及更有效率的去作出嘗試或行動。作為檢驗正向情緒的擴展與建構理論的一種手段，弗芭芭拉·弗雷德里克森與同事學習慈心禪（一種古老的佛教心理訓練實踐），希望利用慈心禪評估了人類學習自我產生正向情緒的影響。 

### 性別與自我目標
在研究正向情緒之前，芭芭拉·弗雷德里克森研究了社會與環境暗示，這些暗示可以傳達性別歧視信息並增強性別差異的刻板印象。 在她的研究發現，當女性被隨機分配以引起人們注意的方式著裝時，她們在數學任務中的表現會受到損害。 這項研究表明，引起人們對女性身體的關注也加強了人們對性別的刻板印象。 芭芭拉·弗雷德里克森還為“客體化理論”的研究做出了貢獻，該理論認為，在西方文化環境下，女性會接觸到大量的身體被物化的信息，她們的身體像物體一樣被注視和看待，某些女性被男性打量身材。這些信息中女性的身體部位被從女性人格整體中分離出來，女性身體被當作工具來看待。女性在社會化過程中，女性會內部化這種他人對自己的身體自我的看法，將自己當做一個基於外表被觀看和評價的物體來對待，從而產生了自我客體化，並表現出習慣性的身體監視。芭芭拉·弗雷德里克森的研究發現，自我客體化和身體監視會增強個體的外表焦慮感。

### 抵消效應
芭芭拉·弗雷德里克森等人假設，正向情緒可以消除負面情緒對心血管的影響。 當人們承受壓力時，他們會表現出心跳加快，血糖升高，抑制免疫系統以及其他為立即採取行動而優化的適應措施。 如果人們一旦壓力過後仍無法調節這些變化，則可能導致疾病，例如冠狀動脈疾病，並增加死亡率。 實驗室研究及調查研究均表明，正向情緒可以幫助人們處理由過去處於壓力下的身體狀況恢復到正常狀態。

## 著作
- 《正向情緒在正向心理學中的作用：正向情緒的擴展與建構理論》刊登於《美國心理學家》
- 《正向情緒的價值》 刊登於《美國科學家》
- 《正向影響與人類蓬勃發展的複雜動力》刊登於《美國心理學家》
- 《正向情緒有什麼好處？》

## 官方網站
- 官方網站 （页面存档备份，存于）